# Famille Cibiel
La famille Cibiel fut à partir du XIXe siècle une famille de grands notables, riches bourgeois de Villefranche-de-Rouergue et grands propriétaires influents du département de l'Aveyron.
Elle démarre sa fortune avec le premier de la dynastie, Jean Louis Cibiel (1766-1836), négociant, qui s'enrichit dans les fournitures aux armées sous la Révolution et l'Empire. Plusieurs de ses membres se lanceront dans le commerce, la banque et plus largement dans les activités financières à Toulouse et à Paris, participant ainsi à l'industrialisation de la France.

## Histoire

### Activités financières et patrimoine immobilier
Au XIXe siècle, les activités de la famille Cibiel sont multiples. En parlant de la famille Cibiel, Philip Malgras dit ceci : "Ils sont tous négociants, banquiers ou détiennent des participations prépondérantes dans les banques locales - comme la banque de Toulouse, dès sa création en 1836 - ou nationales. (...). Ils participent ainsi tout d'abord à l'épopée de la construction des chemins de fer avec les frères Pereire, et particulièrement avec Camille Pereire (compagnies de Saint-Germain, du Midi, du Nord... et dans l'Empire Ottoman), à la création, à Paris, de grands hôtels de voyageurs proches des grandes gares, à la Compagnie générale transatlantique ou à celle des Messageries du Midi et du Commerce. Par ailleurs, ils investissent également dans l'éclairage au gaz de Villefranche-de-Rouergue, Toulouse, Saint-Lô, Bayeux et Rouen, dans quelques mines, notamment en Aveyron ou dans le Tarn, et dans l'industrie lourde comme la Fonderie Générale de Grenelle. Ils participent surtout à l'aventure extraordinaire du Crédit Mobilier, fondé en 1852, (...) : pour industrialiser la France, aménager certaines villes comme l'ancienne rue Impériale à Marseille ou certaines portions de terrain adossées à la rue Lecourbe à Paris, ou encore de gros projets d'infrastructures à l'étranger. Enfin, ils constituent la Société du Louvre qui construit le plus grand magasin parisien de l'époque : les Grands Magasins du Louvre. (...).".
"(...), les Cibiel sont à la tête durablement ou momentanément d'un patrimoine monumental impressionnant : outre l'abbaye de Loc-Dieu, en Aveyron, (...), les Cibiel possèdent des biens tant en Aveyron (l'ancien couvent des Ursulines à Villefranche-de-Rouergue, les châteaux de Najac, Graves, Sanvensa, ...) qu'en Haute-Garonne (l'ancien couvent des Ursulines à Toulouse, les châteaux de Paucy à Aussonne, de Montfaucon à Latrape, de La Dussède à Vernet, de Riolas, ...), en Normandie (le château de Valmont, ...) ou en Île-de-France (le château de La Celle les Bordes, des hôtels particuliers dans Paris, avenue Gabriel ou rue Saint-Dominique, en plein cœur du faubourg Saint-Germain, ...).

### Une Influence politique conservatrice monarchique sur trois générations jusqu'en 1914
La famille Cibiel aura sur trois générations une influence politique conservatrice monarchique jusqu'en 1914.
"C'est principalement à partir du fief aveyronnais que l'influence des Cibiel s'exerce. (...), le dernier des Cibiel en Aveyron, Alfred (1840-1914), cherchera à concilier, d'une part, un conservatisme monarchiste et clérical appuyé sur l'Église catholique en Aveyron, aidé de ses journaux Le Progrès à Villefranche-de-Rouergue et L'Express du Midi à Toulouse, et, d'autre part, la nouvelle donne nationale issue de l'établissement de la IIIe République et de la disparition de l'espoir d'une restauration monarchique." Profondément conservateur, il déclarait en 1902 défendre les honnêtes gens contre « cette poignée de juifs socialistes et francs-maçons» et demandait qu'on ferme les loges.

### Activités de bienfaisance et contribution au monde des arts et des lettres
"(...) force est de constater la réalité de cette "pluie d'or" : création ou réaménagements d'hôpitaux ou d'hospices (Rulhe, hôtel-Dieu et hôpital de Villefranche-de-Rouergue, société de charité maternelle à Albi, hospices de Toulouse, Paris, ...), d'orphelinats (Elbes, Kaimar, près de La Fouillade, ...), de salles d'asile ou d'écoles (Villefranche-de-Rouergue), don de l'usine à gaz de Villefranche-de-Rouergue acquise par les Cibiel, dons multiples aux églises des communes où les Cibiel possèdent des biens, ... Dans ce contexte, l'action poursuivie par Marie Cibiel (1836-1906), épouse Lannelongue, est certainement la plus désintéressée de tous."
"La contribution de certains Cibiel au monde des arts et lettres (Bourdelle, Bizet, Charles de Pomayrols, Briguiboul, ...) permet également de mesurer le prestige de cette dynastie et son rôle social indéniable."

## Liens de filiation entre les personnalités notoires
- Vincent Cibiel, colporteur, épouse Marguerite Janson
  - Jean-Louis Cibiel dit Louis aîné (1766-1837), négociant, il fait fortune dans les fournitures aux armées sous la Révolution et l'Empire[2]. Il est maire de Villefranche-de-Rouergue de 1832 à 1837.
    - Vincent Cibiel (1797-1871), négociant, industriel et homme politique. Il épouse Zoé Barbet (1810-1977), fille d'Henry Barbet, pair de France.
      - Marie Cibiel (1836-1906), épouse Pierre de Rémusat et en secondes noces Odilon Lannelongue (1830-1911), président de l'Académie de médecine, sans postérité.
      - Alfred Cibiel (1841-1914), financier, industriel et homme politique.

    - Louis François Lucien Cibiel (1812-1869), banquier (surnommé "Louis aux Louis d'or")[3], maire de Villefranche-de-Rouergue de 1845 à 1847.

  - Vincent Cibiel "jeune" (1780-1852), négociant. À Toulouse, il est banquier, président de la chambre de commerce, juge au tribunal de commerce, vice-président de l'administration des Hospices, adjoint au maire à plusieurs reprises et maire de Toulouse (1832), chevalier de la Légion d'honneur en 1843.
    - Ernest Charles Louis Isidore Cibiel (1815-1898), banquier, négociant à Toulouse.

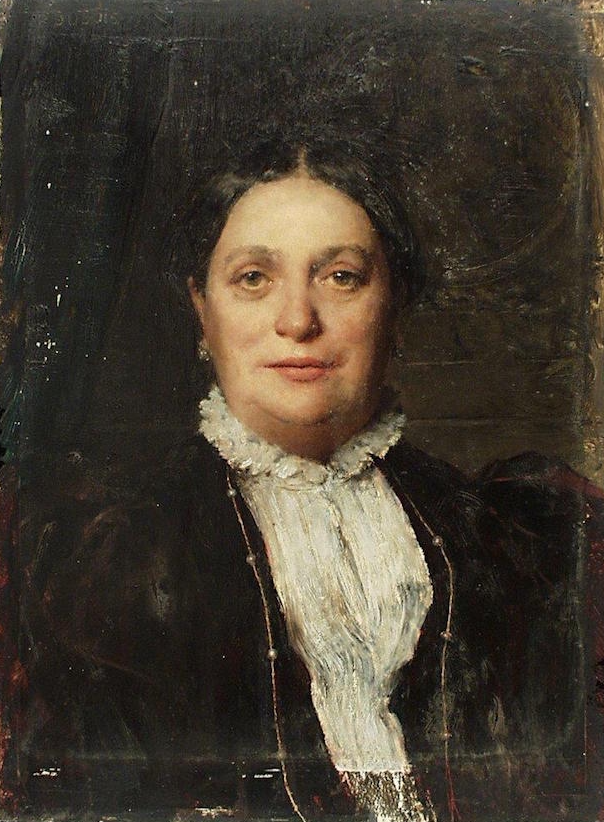
Marie Cibiel (1836-1906) épouse Lannelongue.
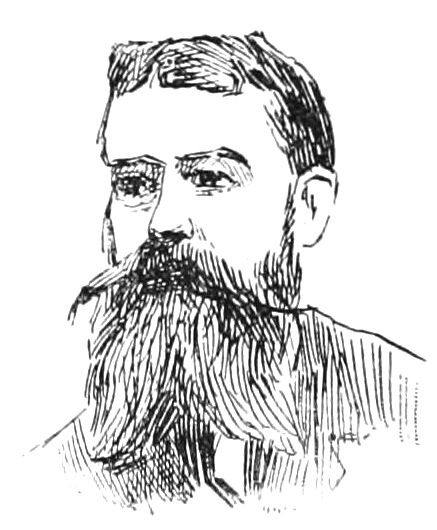
Alfred Cibiel (1841-1914).

## Postérité
- L’avenue Vincent-Cibiel, à Villefranche-de-Rouergue